# Frédérique Broos
Frédérique Broos, née en Belgique, est une monteuse et scénariste belge.

## Filmographie

### Au cinéma

#### Monteuse
- 2001 : Strass
- 2005 : Ordinary Man
- 2006 : Congorama
- 2008 : C'est pas moi, je le jure !
- 2008 : Get Born
- 2009 : Je l'aimais
- 2010 : Miss Mouche
- 2010 : Vampires (aussi scénario)
- 2011 : Little Glory
- 2012 : Au nom du fils (In the Name of the Son)
- 2013 : Les Âmes de papier
- 2014 : Tokyo Fiancée
- 2017 : The Young Karl Marx
- 2018: Andið eðlilega
- 2018 : Le Suicide d'Emma Peeters
- 2019 : Witz
- 2020 : My Salinger Year

##### Courts-métrages
- 1998 : J'adore le cinéma
- 1998 : La trajectoire oblique
- 1999 : Si j'avais 10... Pauvres
- 2002 : Naissance d'une Planche
- 2006 : Tess: A Tale of Love and Darkness
- 2007 : Stencil
- 2010 : Conduite intérieure
- 2013 : Eliot
- 2013 : Naïve

#### Scénariste
- 2010 : Vampires

### À la télévision

#### Monteuse

##### Séries télévisées
- 2004 : B.R.I.G.A.D.
- 2016 : Trepalium
- 2018 : Versailles (série télévisée)
- 2019 : À l'intérieur (série télévisée)

##### Téléfilms
- 1999 : Les Hirondelles d'hiver
- 2010 : En chantier, monsieur Tanner

## Récompenses et distinctions
- 2010 : Málaga International Week of Fantastic Cinema (pl) : prix du meilleur scénario pour Vampires (2010) (partagé avec Vincent Lannoo)